# Герб Кильмезского района
Герб муниципального образования «Кильмезский район» — опознавательно-правовой знак, составленный и употребляемый в соответствии с правилами геральдики, служащий символом муниципального района «Кильмезский район» Кировской области Российской Федерации.

## Описание герба
Описание герба:
В серебряном поле, с пересечённой на червлёнье и лазурь выпуклой посредине оконечностью, четыре чёрные кружащие по ходу солнца ласточки, с простёртыми и распростёртыми крыльями, серебряными грудями и красными клювами.

## Обоснование символики
Обоснование символики герба:
Герб языком символов и аллегорий передает природные, исторические и экономические особенности района.
По территории муниципального образования протекает река Кильмезь, давшая название административному центру и всему району. Главная Кильмезская водная артерия облюбована ласточками, которые с незапамятных времён прилетают на её красные от глины крутые берега, чтобы свить в них гнёзда и вывести потомство. Самое большое скопление этих пернатых — «Красная гора» — известное далеко за пределами района природное место, образованное берегом реки Кильмезь.

Ласточка — символ равноправия внутри сообщества — «принципа скромности, уравнивающего подобных», символ благородной демократии и готовности преодолевать дальний путь, несущий трудности, во имя высоких целей, которые обязательно будут достигнуты сообща. Несколько ласточек обозначают общность людей, объединённых устремлениями сделать свою жизнь достойнее и счастливее. Кроме того, ласточка олицетворяет весну, плодородие и возрождение. Возрождение символизирует и восходящее солнце, которое является источником жизни, а также богатства, духовного и материального, которое сокрыто не только в природе и недрах. Главное богатство — люди, хранящие историю и культуру народов, населяющих землю Кильмези. Многие столетия здесь мирно соседствуют четыре народа — русские, мари, удмурты и татары, и четыре ласточки являются знаком, указывающим на это.

## История создания
- 2 сентября 2012 — герб района утверждён решением Кильмезской районной Думы[3].
- Герб Кильмезского района включён в Государственный геральдический регистр Российской Федерации под № 8056[3].